# Piuí tropical meridional
El piuí tropical meridional (Contopus cinereus), és una espècie d'ocell passeriforme de la família dels tirànids (Tyrannidae). Recentment (2022) va ser dividida en tres espècies diferents, la present, el piuí tropical septentrional (Contopus bogotensis) i el piuí tropical occidental (Contopus punensis). És nativa d'Amèrica del Sud.

## Distribució i hàbitat
Es distribueix a la major part de l'est i centre sud del Brasil, est de Paraguai, nord i est de Bolívia, fins al nord-oest i extrem nord-est de l'Argentina; aparentment també i només com a migrant austral al sud-est del Perú.
Aquesta espècie és considerada força comuna i àmpliament disseminada en els seus hàbitats naturals: els boscos poc densos i secundaris, plantacions, vores de boscos semicaducifolis i altres ambients boscosos semioberts, incloent-hi localment boscos d'Araucaria; principalment per sota dels 1300 m d'altitud, però localment més amunt, al sud-est del Brasil (fins als 1800 m), Bolívia (excepcionalment fins als 2850 m), i nord-oest de l'Argentina (fins als 2000 m).

## Descripció
Mesura de 13 a 14,5 cm de longitud i pesa de 10 a 15 g. Té un mantell gris i una corona grisa amb una cresta espessa. El clatell i els costats del cap són d'un gris més clar i generalment contrasten amb la corona/cresta més fosca. Els costats del pit i el ventre són grisencs amb un centre pàl·lid. La quantitat de rivets i barres alars blanquinoses a les cobertores de l'ala i plomes de vol és variable i pot estar relacionada amb el desgast del plomatge. Té bec bicolor. La cua està lleugerament dentada.

## Comportament

### Alimentació
S'alimenta d'insectes que atrapa en vol. Generalment, busca aliment en bandes mixtes amb altres espècies.

### Reproducció
Construeix a l'forqueta d'alguna branca horitzontal, un niu en forma de bol, amb líquens, molses i altres materials vegetals, lligats amb teranyines, a una alçada del terra entre dos i divuit metres. La femella pon dos o tres ous blanquinosos amb metxes castanyes o liles i els cova durant dues setmanes mentre el mascle li porta menjar.

## Sistemàtica
L'espècie C. cinereus va ser descrita per primera vegada pel naturalista alemany Johann Baptist von Spix el 1825 sota el nom científic Platyrhynchus cinereus; la localitat tipus donada és: «in sylvis flum. Amazonum”, corregit per a = Rio de Janeiro, Brasil.»

### Etimologia
El nom genèric Contopus es compon de les paraules del grec antic «kontos» que significa “perxa”, i «podes» que significa “peus”; i el nom de l'espècie «cinereus», prové del llatí i significa “de color gris cendrós”.

### Taxonomia
Anteriorment incloïa la subespècie canescens de Contopus nigrescens.
L'anteriorment grup de subespècies C. cinereus bogotensis (incloent-hi brachytarsus, rhyzophorus, aithalodes i surinamensis), distribuïdes àmpliament des del sud de Mèxic fins al nord de Sud-amèrica, és considerat com a espècie separada de la present: el piuí tropical septentrional (Contopus bogotensis), amb base en diferències de plomatge i vocalització.
L'anteriorment subespècie C. cinereus punensis, de l'oest dels Andes de l'Equador i Perú, és considerada com a espècie separada de la present: el piuí tropical occidental (Contopus punensis), amb base en diferències de plomatge i de vocalització, com ja anteriorment considerat per Ridgely & Greenfield (2001).

### Subespècies
Segons les classificacions del Congrés Ornitològic Internacional (IOC) i Clements Checklist/eBird es reconeixen dues subespècies:
- C. c. pallescens (Hellmayr, 1927) - centre sud i est del Brasil (des del sud de Maranhão fins a Pernambuco, cap al sud fins a Mato Grosso do Sul) cap al sud fins al nord-est del Paraguai, est de Bolívia i nord-oest de l'Argentina (al sud fins a Tucumán); també un migrant rar, probablement aquesta subespècie, al sud-est del Perú.
- C. c. cinereus (Spix, 1825) - sud-est de Paraguai, sud-est del Brasil (del sud-est de Bahia fins a Santa Catarina) i nord-est de l'Argentina (Misiones).